# 예산 김정희 선생 고택
예산 김정희 선생 고택(禮山 金正喜 先生 古宅)은 대한민국 충청남도 예산군에 있는 건축물이다. 1976년 1월 8일 충청남도의 유형문화재 제43호로 지정되었다.

## 개요
조선 후기 대표적인 실학자이자 서예가인 추사 김정희(1786∼1856)의 옛 집이다. 안채와 사랑채 2동짜리 건물로 조선 영조(재위 1724∼1776)의 사위이자 김정희의 증조할아버지인 김한신이 지은 집이라고 한다.
건물 전체가 동서로 길게 배치되어 있는데, 안채는 서쪽에 있고 사랑채는 안채보다 낮은 동쪽에 따로 있다. 사랑채는 남자 주인이 머물면서 손님을 맞이하던 생활공간인데, ㄱ자형으로 남향하고 있다. 각방 앞면에는 툇마루가 있어 통로로 이용하였다.
안채는 가운데의 안마당을 중심으로 사방이 막힌 ㅁ자형의 배치를 보이고 있다. 살림살이가 이루어지던 안채는 문을 들어서면 바로 보이지 않도록 판벽을 설치하여 막아놓았다. 대청은 다른 고택들과는 달리 동쪽을 향하였고 안방과 그 부속공간들은 북쪽을 차지하고 있다. 지붕 옆면이 여덟 팔(八)자 모양인 팔작지붕집이며, 지형의 높낮이가 생긴 곳에서는 사람 인(人)자 모양의 맞배지붕으로 층을 지게 처리하였다.
- 김정희

## 참고 자료
- 김정희선생고택 - 국가유산청 국가유산포털